# Minion (Automarke)
Minion war eine britische Automarke.

## Markengeschichte
Peter Fairhurst gründete 1983 das Unternehmen Minion Cars in Bexhill-on-Sea in der Grafschaft East Sussex. Er begann mit der Produktion von Automobilen und Kits. Der Markenname lautete Minion. 1985 nahm er Peter Gowland als Partner auf, benannte das Unternehmen in Imperial Special Vehicles um und verlegte den Firmensitz nach Eastbourne in East Sussex. Eagle Cars aus Storrington in West Sussex setzte die Produktion von 1988 bis 1995 in geringen Mengen fort. Jackal Cars aus Herstmonceux in East Sussex folgte von 1995 bis 1998. Letzter Hersteller war ab 2001 Cotswold Kit Cars aus Cheltenham in Gloucestershire. 2002 endete die Produktion.
Insgesamt entstanden etwa 99 Exemplare.

## Fahrzeuge
Nachstehend eine Übersicht über die Modelle, Zeiträume, ungefähre Produktionszahlen, Hersteller und Kurzbeschreibungen.
| Modell               | Zeitraum  | Stückzahl | Hersteller | Kurzbeschreibung |
| -------------------- | --------- | --------- | --- | --- |
| Minion Jackal J 3    | 1983–2002 | 42        | - 1983–1985 Minion Motors - 1985–1987 Imperial Specialist Vehicles - 1988–1995 Eagle Cars - 1995–1998 Jackal Cars - 2001–2002 Cotswold Kit Cars | Fahrzeug im Stil der 1930er Jahre, mit einer Ähnlichkeit zum Mercedes-Benz Mannheim, als viersitziges Coupé. Vierzylindermotoren vom Vauxhall Viva und Ford Cortina. |
| Minion Jackal Sports | 1983–2002 | 50        | - 1983–1985 Minion Motors - 1985–1987 Imperial Specialist Vehicles - 1988–1995 Eagle Cars - 1995–1998 Jackal Cars - 2001–2002 Cotswold Kit Cars | Cabriolet-Ausführung des Jackal. |
| Minion Jackdaw       | 1984–1987 | 7         | - 1984–1985 Minion Motors - 1985–1987 Imperial Specialist Vehicles                                                                              | Kastenwagen-Ausführung des Jackal. |